# Heksenmelk (baby)
Heksenmelk is de naam van het vocht dat weleens door de tepels van pasgeboren baby's wordt afgescheiden.
De tepels van de meeste baby's zijn de eerste week wat gezwollen en soms komt er zelfs wat melk uit, zelfs bij jongetjes. Dit komt door de hormonen van de moeder, waaronder prolactine. Dit hormoon stimuleert de melkafgifte uit de melkklier en is via de placenta ook in de bloedbaan van het kind gekomen. 
Doordat de pasgeborene zelf geen nieuw prolactine aanmaakt en het van de moeder meegekregen prolactine afgebroken wordt, stopt de melkachtige afscheiding altijd binnen een of twee weken. Behandeling is niet nodig.
Het verschijnsel werd in 1684 al beschreven door Bonetus. In een Engels onderzoek uit 1986 werd bij 6% van de baby's heksenmelk gevonden, evenveel bij jongetjes als bij meisjes.
Bloederige afscheiding uit de tepels bij een baby of ouder kind komt maar zeer zelden voor, maar is altijd een reden om naar de huisarts te gaan. 